# Habla escandida
Habla escandida (del latín scandĕre) consiste en pronunciar involuntariamente las palabras por sílabas separadas. Es una forma de hablar alterada, que se caracteriza por ser lenta e interrumpida, como a saltos.
Es un tipo de trastorno del habla en el que las sílabas de las palabras están separadas por pausas. Corresponde a una alteración en la articulación de las palabras característica de la disartria, que sufren los pacientes con esclerosis múltiple. No es un trastorno del lenguaje, sino de la forma de hablar, es decir, de la manera de pronunciar las palabras.

## Etiología
Por lesiones en el cerebelo típicas de la esclerosis múltiple. Constituye uno de los tres signos neurológicos de la tríada de Charcot: nistagmo, temblor intencional y habla escandida.

## Cuadro clínico
El habla escandida puede ir acompañada de otros signos que también indican daño en el cerebelo, como ataxia al andar, en el tronco o en las extremidades, temblor intencional, adiadococinesia, así como  náuseas y vómitos bruscos. La escritura de este tipo de pacientes también puede ser anormalmente grande.